# Деларю, Абель
Абе́ль Деларю́ (фр. Abel de La Rue; казнён 20 июля 1582, Куломье, Франция) — француз, обвинённый в колдовстве и казнённый через повешение с последующим сожжением тела.

## Биография
В детстве Абель был отдан матерью в монастырь францисканцев. Согласно показаниям Деларю, там его избивал наставник послушников, что заставило его затаить злобу и замыслить месть. Помочь в этом ему якобы обещал демон, являвшийся к нему в виде чёрного спаниеля.
В 1582 году был арестован по обвинению в колдовстве и наложении заклятий, сознался, был признан виновным и приговорён к повешению с последующим сожжением тела. Приговор был приведён в исполнение 20 июля 1582 года.